# Torcham
Torcham (paschtunisch طورخم Tūrcham) ist ein Ort im Osten von Afghanistan. Es ist der Grenzort, der in der Provinz Nangarhar unmittelbar an der Ostgrenze des Landes zu Pakistan liegt. Auf der anderen Seite der Grenze lag das Gebiet der Khyber Agency, ein Stammesgebiet unter der Bundesverwaltung Pakistans, bis dieses 2018 in die Provinz Khyber Pakhtunkhwa eingegliedert wurde.

## Lage

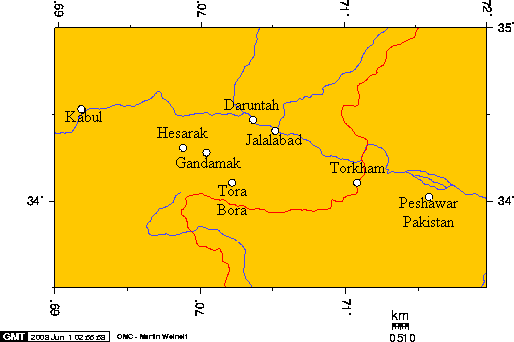
Lage von Torcham an der Grenze zu Pakistan

Torcham liegt am Highway 1, einer der wichtigsten afghanischen Verkehrsadern. Diese verbindet den Ort im Westen mit Dschalalabad und Kabul. Auf der anderen Seite der Grenze liegt fünf Kilometer entfernt das pakistanische Landi Kotal. Torcham ist über den pakistanischen N-5 National Highway, der Teil der Grand Trunk Road ist,  mit Peschawar bis Karatschi verbunden. Durch die Verkehrsanbindung und die Lage in der Nähe des Chaiber-Passes ist Torcham der wichtigste Grenzort zwischen Afghanistan und Pakistan in Richtung Zentralasien.

## ISAF

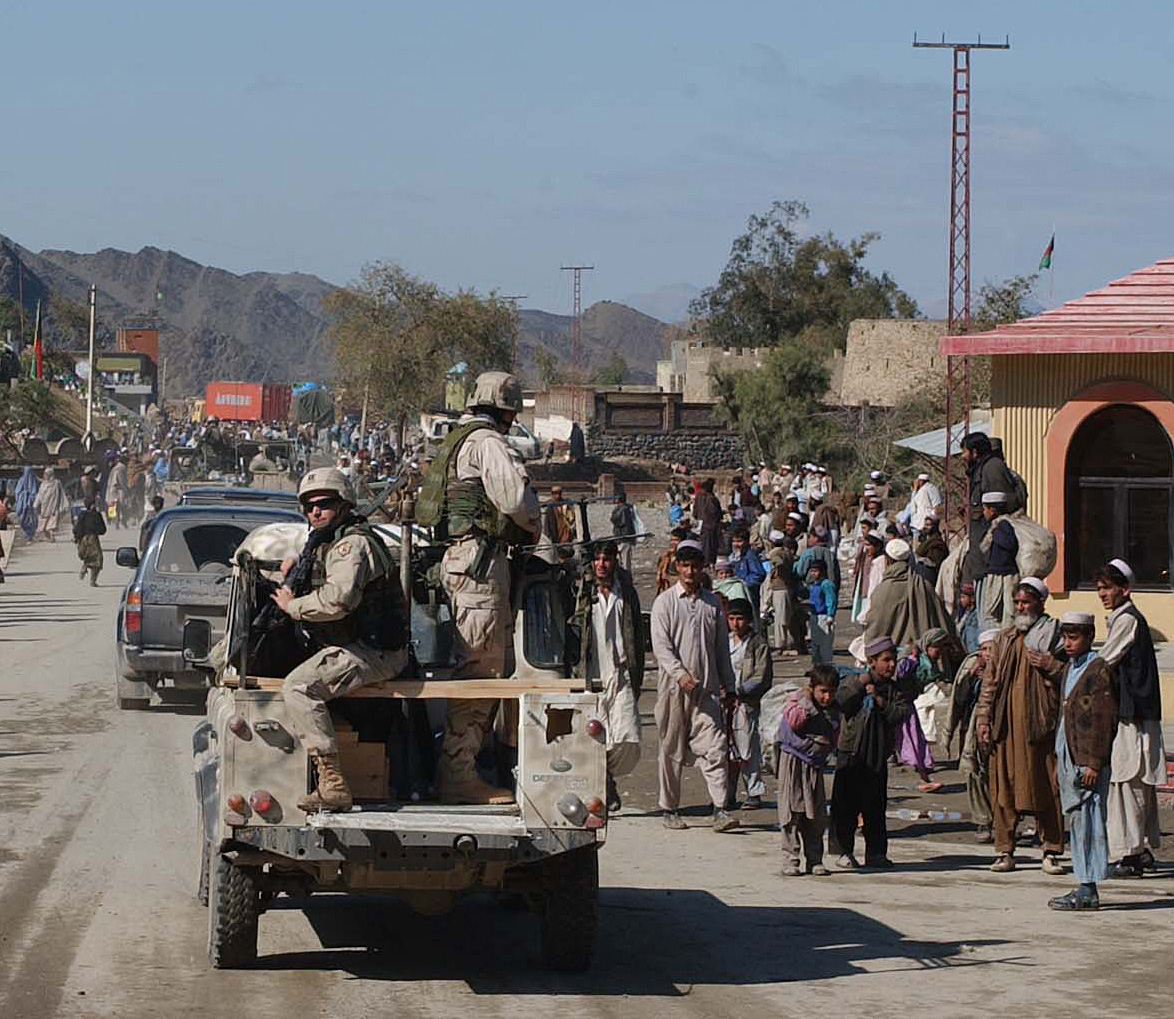
Soldaten der U.S. Army von der 19th Special Forces Group in Torcham (13. Februar 2004)

In Torcham befand sich ein Stützpunkt der International Security Assistance Force (ISAF).